# Nur Adam Abdullah
Nur Adam Abdullah (* 13. April 2001 in Singapur), mit vollständigen Namen Muhammad Nur Adam bin Abdullah, ist ein singapurischer Fußballspieler.

## Karriere

### Verein
Nur Adam Abdullah erlernte das Fußballspielen in der National Football Academy in Singapur. Seinen ersten Vertrag unterschrieb er 2019 bei den Young Lions. Die Young Lions sind eine U23-Mannschaft, die 2002 gegründet wurde. In der Elf spielen U23-Nationalspieler und auch Perspektivspieler. Ihnen soll die Möglichkeit gegeben werden, Spielpraxis in der ersten Liga, der Singapore Premier League, zu sammeln. Für die Lions absolvierte er 18 Spiele in der ersten Liga. Im Februar 2021 wechselte er zum Ligakonkurrenten Lion City Sailors. Mit dem Verein feierte er die singapurische Meisterschaft. Nach Ende der Saison wurde er zum Nachwuchsspieler des Jahres gewählt. Im Februar 2022 gewann der mit den Sailors den Singapore Community Shield. Das Spiel gegen Albirex Niigata (Singapur) gewann man mit 2:1.

### Nationalmannschaft
Sein Debüt in der singapurischen Nationalmannschaft gab Nur Adam Abdullah gab am 11. November 2021 in einen Freundschaftsspiel gegen Kirgisistan. Bei der 2:1-Niederlage im Dolen-Omursakow-Stadion in der kirgisischen Hauptstadt Bischkek wurde er in der 88. Minute für Gabriel Quak eingewechselt.

## Erfolge
Lion City Sailors
- Singapurischer Meister: 2021
- Singapurischer Vizemeister: 2023
- Singapore Community Shield: 2022

## Auszeichnungen
Singapore Premier League
- Nachwuchsspieler des Jahres: 2021